# Südafrikanischer Seebär
Der Südafrikanische Seebär (Arctocephalus pusillus) ist eine Art der Südlichen Seebären. Die Tiere kommen an der Küste des südlichen Afrika vom Süden Angolas über Namibia bis nach Südafrika sowie – trotz des irreführenden Trivialnamens – in den Küstenregionen des südöstlichen Australiens und den vorgelagerten Inseln um Tasmanien vor. Es handelt sich um die größte Art der Gattung und wie andere Seebären bilden sie zur Fortpflanzungszeit große Kolonien. Die Männchen sind deutlich größer als die Weibchen und sie sind polygyn, wobei die dominanten Männchen jeweils mehrere Weibchen begatten und gegenüber Konkurrenten verteidigen.
Die Tiere ernähren sich von Fischen, Kopffüßern und Krebstieren, zudem attackieren und erbeuten sie auch vereinzelt Pinguine und andere Meeresvögel. Zu ihren Fressfeinden gehören vor allem der Weiße Hai und der Schwertwal, Jungtiere an Land werden zudem von Schakalen und Hyänen erbeutet.

## Merkmale
Mit einer Länge von 200 bis 250 Zentimetern bei den Männchen und 120 bis 160 Zentimetern bei den Weibchen ist der Südafrikanische Seebär die größte Art der Gattung; der lateinische Artname pusillus bedeutet allerdings „winzig“, so dass sich auch der angesichts der Größe widersinnige Name „Zwergseebär“ für diese Art eingebürgert hat. Es gibt einen ausgeprägten Sexualdimorphismus, und die Männchen werden deutlich größer und schwerer als die Weibchen mit dem 3,5 bis 4,5-fachen Gewicht, sie können durchschnittlich 275 Kilogramm mit einem Maximum von 360 Kilogramm erreichen. Die Weibchen wiegen durchschnittlich etwa 60 Kilogramm und erzielen ein Maximalgewicht von 110 Kilogramm. Die beiden Unterarten entsprechen sich weitgehend in ihrem Körperbau, die Tiere der australischen Unterart sind im Schnitt etwas schwerer.
| 3 | · | 1 | · | 6 | · |   | = 36 |
| 2 | · | 1 | · | 6 | · | 5 | = 36 |

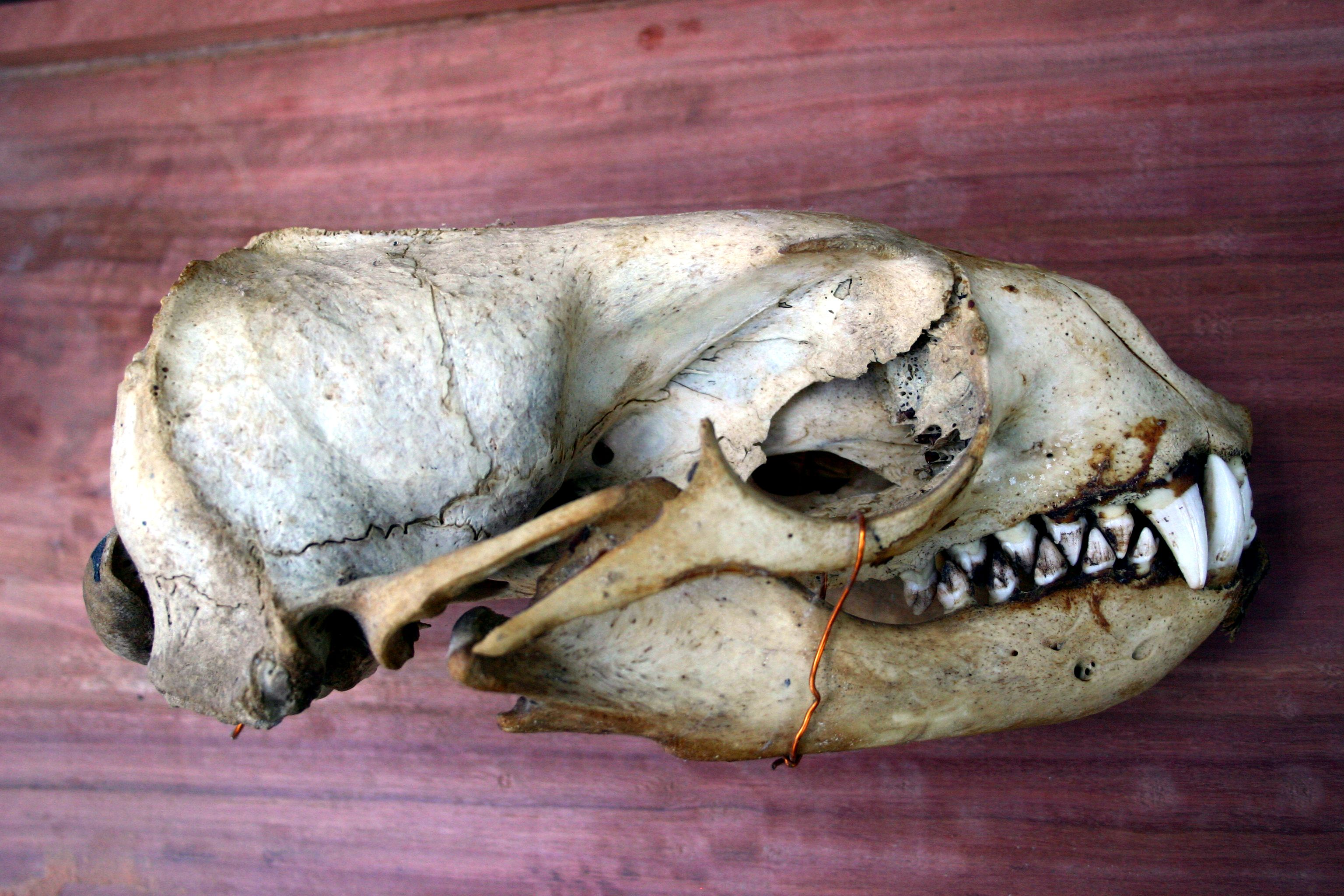
Schädel eines Südafrikanischen Seebären

Die Färbung ist oberseits grau-braun mit sandbrauner Fleckung, zur Bauchseite wird sie mehr rötlich braun; die australischen Tiere sind in der Regel etwas dunkler als die afrikanischen. Bei den Weibchen und nicht ausgewachsenen Männchen ist das Brusthaar häufig blasser grau als bei den erwachsenen Männchen. Der Kopf der Tiere ist kräftig und rund, er besitzt eine vergleichsweise lange Schnauze und einer Nase, die vor dem Kiefer sitzt. Die Stirn ist bei den Männchen rund, bei den Weibchen mehr abgeflacht. Die Ohren sind deutlich erkennbar, die Schnurrhaare bei ausgewachsenen Tieren sind mittellang und weiß, sie können bis zu den Ohren reichen. Die Männchen haben kräftige Schultern und eine gut ausgebildete Mähne, die vom Nacken bis zur Brust reicht. Die Flossen besitzen ein kurzes borstiges Fell, dass sich über die Gelenke und Knöchel bis auf die Oberseite erstreckt, die ansonsten von einer schwarzen ledrigen Haut überzogen ist.
Das Gebiss des Südafrikanischen Seebären besitzt auf jeder Seite drei obere und zwei untere Schneidezähne. Die ersten beiden oberen Schneidezähne sind vergleichsweise klein und zapfenförmig mit gut ausgeprägter Kerbe, der dritte ist kräftiger und eckzahnartig mit rundem oder ovalem Querschnitt. Dahinter liegt je ein gut ausgebildeter Eckzahn, der vor allem bei den Männchen sehr kräftig ist. Die nachfolgenden Zähne sind kleiner und homodont, also gleichgeformt. Dabei handelt es sich um je vier obere und untere kegelförmige Vormahlzähne und im Oberkiefer pro Seite je drei und im Unterkiefer je ein Backenzahn. Die Jungtiere werden mit einem Milchgebiss geboren, das in der Regel in den ersten Monaten ausgetauscht wird.

## Verbreitung

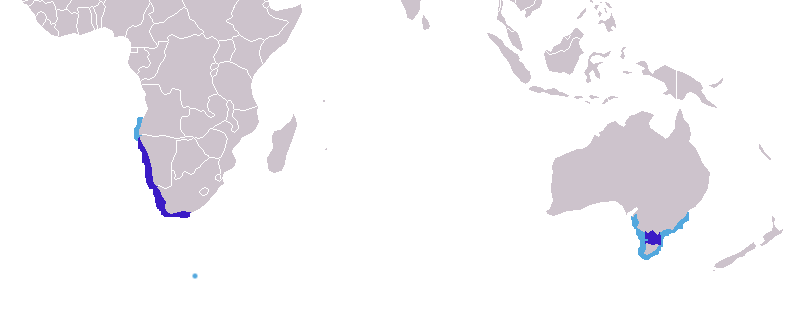
Verbreitungsgebiet
Dunkelblau: Kolonien. Hellblau: wandernde Einzeltiere.

Der Südafrikanische Seebär ist in zwei Unterarten zum einen entlang der südwestlichen und südlichen Küste Afrikas und zum anderen in den südöstlichen australischen Gewässern beheimatet. Tiere der Unterart A. p. pusillus gründen Kolonien an den Atlantikküsten Namibias (z. B. am Kreuzkap) Südafrikas bis zur Algoa Bay. Außerhalb der Paarungszeit wandern Einzeltiere auch die Küsten bis zur Ilha dos Tigres in Angola hinauf und finden sich auf der subantarktischen Marion Island ein. Die australische Unterart A. p. doriferus kommt an den Küsten Tasmaniens, New South Wales und Victorias bis nach Südaustralien vor, die Paarungsgebiete befinden sich auf den Inseln in der Bass-Straße. Außerhalb der Paarungszeit verstreuen sich die Robben an andere australische und tasmanische Küsten.
Die Verbreitungsgebiete beider Unterarten dehnen sich aus, wobei einige neue Kolonien erst in den 2000er Jahren gegründet wurden.

## Lebensweise

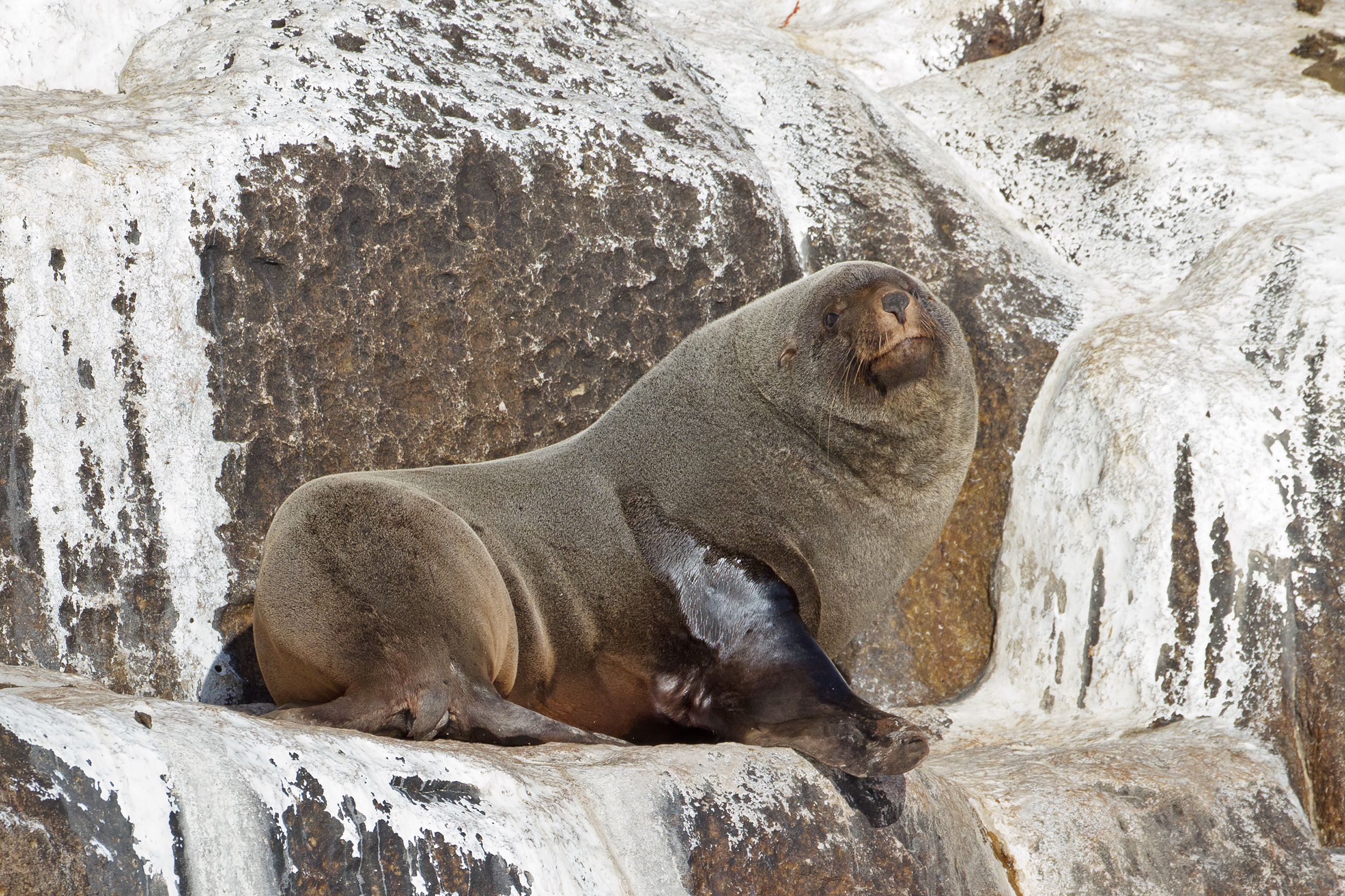
Männlicher Seebär an der Ostküste von Tasmanien

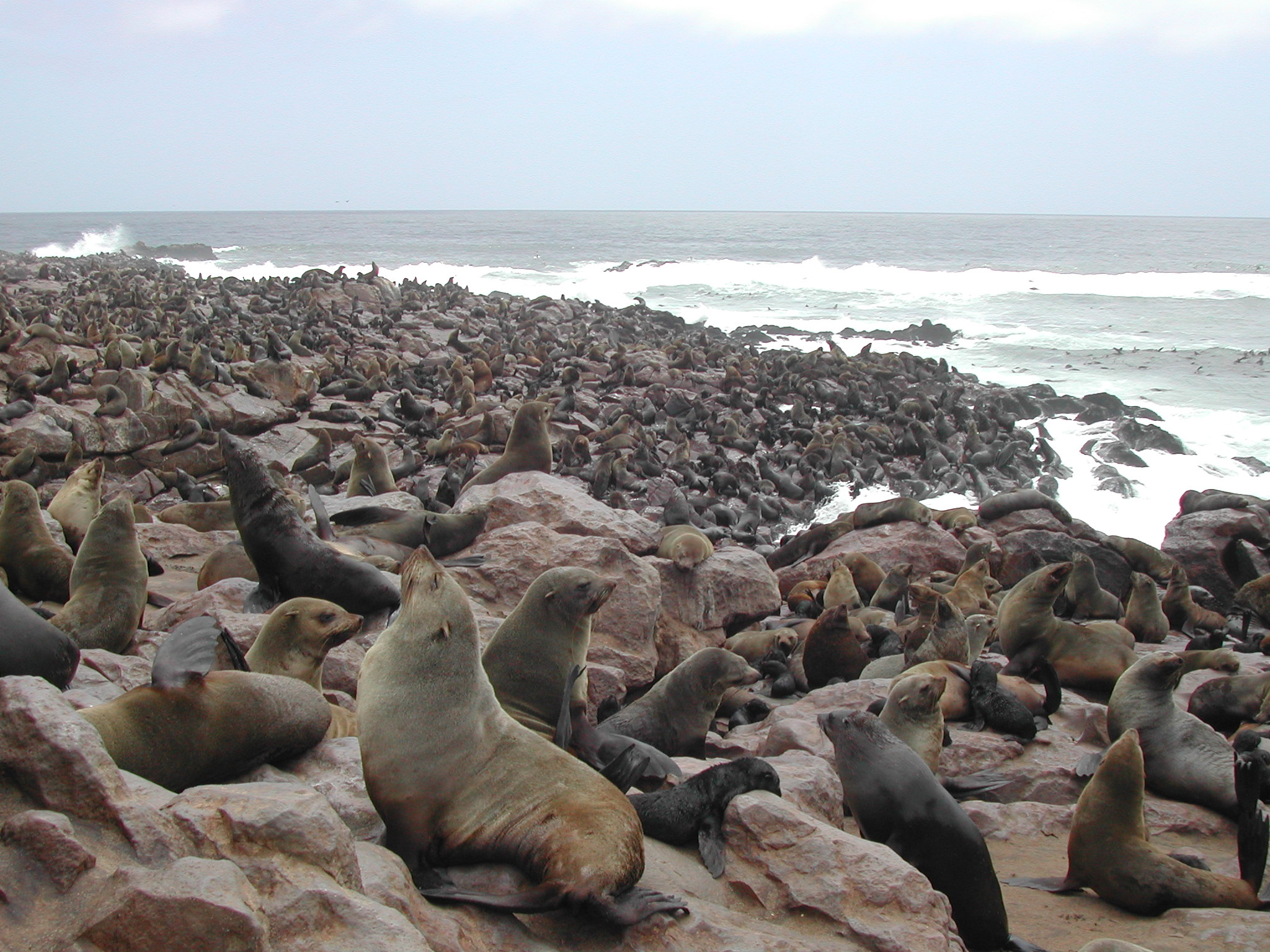
Kolonie Südafrikanischer Seebären

Die Südafrikanischen Seebären leben in den flacheren bis tieferen Küstengewässern des Kontinentalschelfs sowie der vorgelagerten Meeresgebiete. Ihre Fortpflanzung findet an der Küste des Festlands und der Inseln des Verbreitungsgebietes statt. Sie bevorzugen dabei felsige Küstenregionen. Die Tiere unternehmen keine Wanderungen, in beiden Verbreitungsregionen verbleiben die Tiere meist im Bereich ihrer angestammten Lebensbereiche auf dem Schelf. Einzelne Tiere aus Südafrika wurden allerdings bis zu 220 Kilometer im freien Wasser von der Küste entfernt gesichtet und australische Seebären bis zu 160 Kilometer weit im offenen Ozean. Von der südafrikanischen Population nutzten 2004 etwa 75 % die drei Felsküsten des Kreuzkap, der Region Atlas Bay, Wolf Bay und Long Islands sowie Kleinzee zur Fortpflanzung, die australischen Tiere finden sich zu etwa 50 % auf Lady Julia Percy Island und Seal Rocks ein.
Im Wasser schwimmen die Tiere in der Regel allein oder in kleinen Gemeinschaften, während sie sich nur im Bereich der Kolonien zu größeren Gruppen zusammenfinden. Sie sind in der Lage, sehr schnell zu schwimmen und ähnlich wie Delfine in flachen Bögen aus dem Wasser zu springen. Die maximalen Tauchtiefen der australischen Tiere liegen bei etwa 165 Metern, die Tauchgänge können acht bis neun Minuten dauern, milchgebende (laktierenden) Weibchen tauchen bei der Nahrungssuche in der Regel in Tiefen von 65 bis 85 Metern und bleiben zwei bis vier Minuten unter Wasser, bevor zu zum Luftholen an die Oberfläche kommen. In Südafrika tauchen die laktierenden Weibchen meist in Tiefen von 40 bis 50 Metern, maximale Tauchtiefen liegen bei bis zu 200 Metern.

### Ernährung
Die Tiere ernähren sich wie alle Seebären omnivor von Fischen, Kopffüßern und Krebstieren, die sie im Meereswasser jagen und erbeuten. Die an der südafrikanischen Küste lebenden Tiere jagen vor allem nach Beutetieren im Freiwasser, darunter  Kap-Seehechte (Merluccius capensis), Makrelen, Snoek (Thyrsites atun), Sufflogobius bibarbatus, Sardinen und andere Schwarmfische, Kalmare und Krebse. Zudem bejagen sie Brillenpinguine (Spheniscus demersus) und andere Meeresvögel und es gibt mindestens einen dokumentierten Fall, in dem auch Blauhaie (Prionace glauca) von Seebären vor Südafrika erbeutet wurden.
Die australische Population ernährt sich dagegen zu einem großen Teil von benthischen Kraken und Tintenfischen neben Snoek oder Tiefseedorschen wie Pseudophycis bachus. Zudem wurde dokumentiert, wie Seebären einen Ornament-Teppichhai (Orectolobus ornatus) attackierten.
Die Nahrungssuche findet vor allem am Tag statt, nachts gehen die Tiere selten auf Jagd.

### Fortpflanzung und Entwicklung
Das Fortpflanzungsverhalten der Südafrikanischen Seebären entspricht dem anderer Seebären. Dabei erreichen die Männchen die Kolonien vor den Weibchen und bilden Territorien, einzelne dominante Männchen verpaaren sich später mit mehreren Weibchen (Polygynie) und überwachen und verteidigen diese gegen andere Männchen an den Fortpflanzungsstränden. Die Territorien an der Küste sind durchschnittlich etwa 62 Quadratmetern groß mit durchschnittlich neun Weibchen.

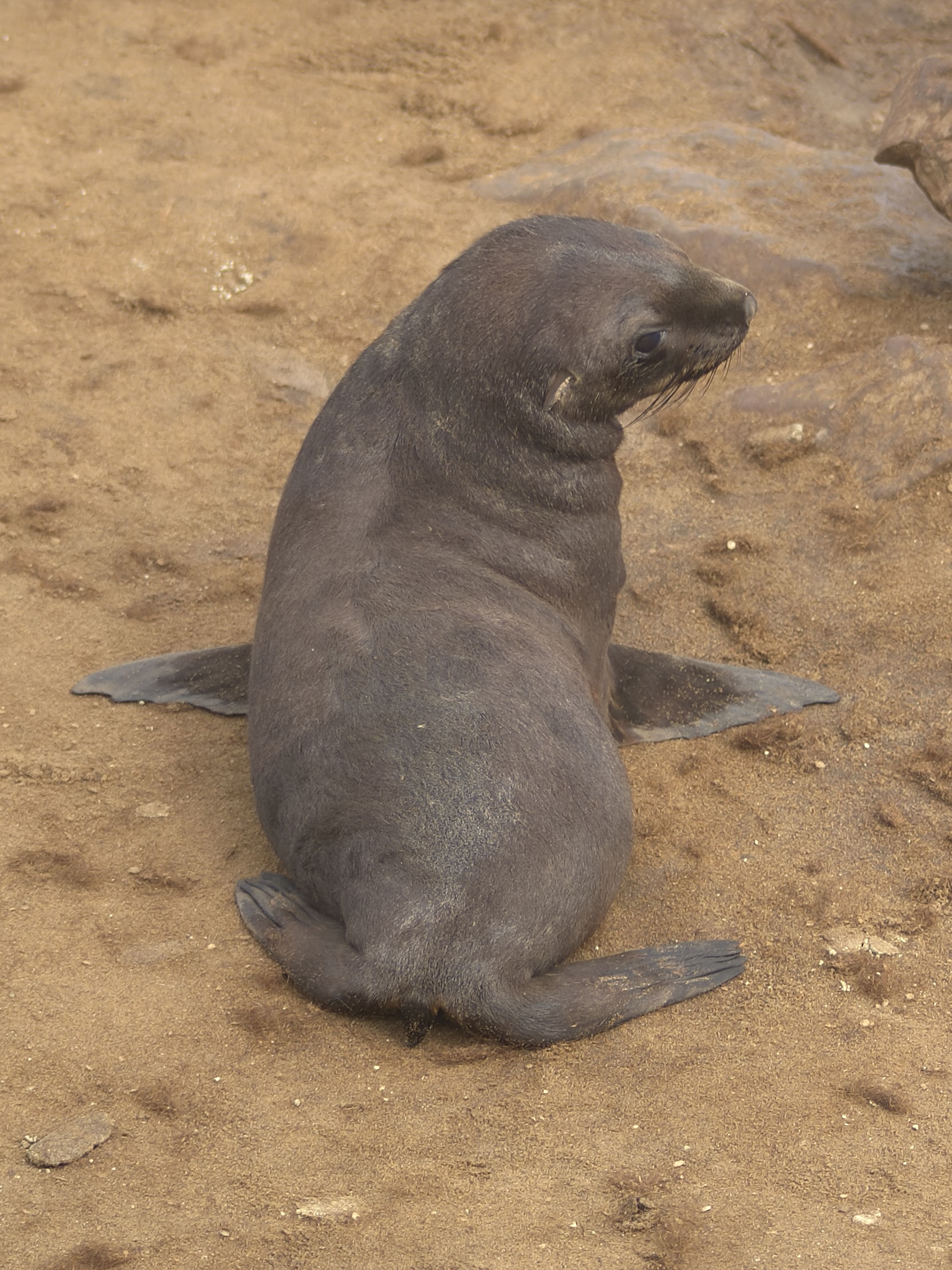
Jungtier

Die Paarungszeit reicht von Oktober bis Januar, in der Zeit werden die Jungtiere geboren und es kommt zu neuen Verpaarungen der Tiere. Die Tragzeit beträgt etwa 51 Wochen, sodass die im Vorjahr gezeugten Tiere nach etwa einem Jahr geboren werden. Dabei kommt es zu einer verzögerten Nidation der befruchteten Eizelle in die Gebärmutterschleimhaut von etwa drei Monaten, um die Tragzeit zu verlängern. Etwa 70 % der geschlechtsreifen Weibchen ist pro Jahr nach der Paarungszeit trächtig. Die Tiere werden etwa 1,5 bis zwei Tage nach der Ankunft auf den Paarungsstränden geboren, wobei die meisten Geburten Anfang Dezember stattfinden. Bereits etwa neun Tage nach der Geburt sind die Weibchen wieder im Östrus und paarungsbereit.
Die Weibchen müssen nach der Geburt und während der Jungenaufzucht regelmäßig Nahrung aufnehmen und verlassen die Brutstrände entsprechend für Jagdzüge, die in der Regel 3,5 bis 7 Tage dauern. Danach bleiben sie einen bis sieben Tagen bei den Jungtieren und säugen diese. Die Jungtiere sind bei der Geburt 60 bis 80 Zentimeter lang bei einem Gewicht von fünf bis maximal zwölf Kilogramm. Sie werden meistens etwa ein Jahr gesäugt, in Ausnahmefällen jedoch auch bis sie zwei bis drei Jahre alt sind. Die Jungtiere sind nach der Geburt schwarz mit einem helleren Bauch. Sie verlieren ihr Geburtsfell nach einigen Monaten und werden grau-braun; nach etwa einem Jahr haben sie ihr normales Fell, dass sich nur bei den Männchen weiter verändert. Die Weibchen erreichen ihre Geschlechtsreife nach etwa drei bis sechs Jahren, die Männchen nach sechs bis zwölf Jahren. Die Lebensdauer der Tiere wird auf maximal etwa 25 Jahre geschätzt, ein in Gefangenschaft gehaltenes Weibchen wurde 19 Jahre alt.

### Fressfeinde

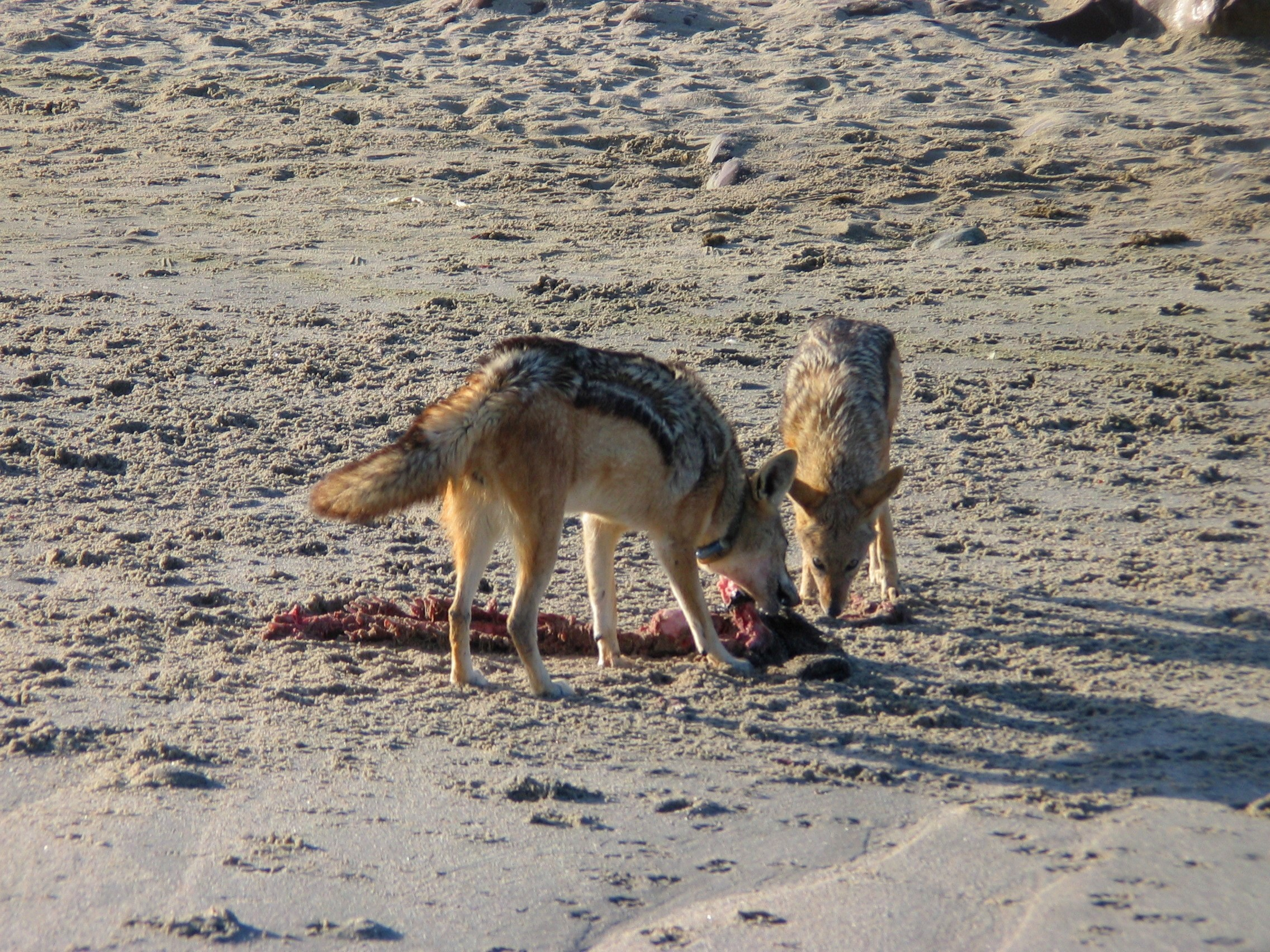
Schabrackenschakale an einem Kadaver am Kreuzkap

Zu den Fressfeinden der Seebären gehören vor allem große Haie wie der Weiße Hai (Carcharodon carcharias) sowie Schwertwale (Orcinus orca). Angriffe von Weißen Haien auf die Seebären erfolgen nach Analysen von mehr als 2500 dokumentierten Fällen nahe Seal Island, Südafrika, hauptsächlich in den Wintermonaten von Juni bis August. Die Häufigkeit der Angriffe nahm bei Nordwinden, bei Flut und in einem Umkreis von 400 Meter um die Insel deutlich zu, doch nahm die Erfolgsrate der Angriffe mit zunehmender Nähe zur Insel ab. Die Angriffe erfolgten in einem Tiefenbereich von fünf bis etwa 30 Metern, vor allem zwischen 25 und 30 Meter. Die Angriffshäufigkeit und die Erfolgsrate nahmen zudem bei geringer Beleuchtung signifikant zu. Um Abgriffen durch Weiße Haie zu entgehen, vermeiden die Robben Aktivitäten zu Zeiten, in denen sie besonders leicht von den Haien entdeckt werden können. So fanden nach Untersuchungen in der Mossel Bay Schwimmaktivitäten im Winter vor allem nachts statt, wenn die Robben weniger gut gesichtet werden können. In Mondnächten schließen sie sich zudem zu größeren Gruppen zusammen, da die Haie dann wahrscheinlich besser sehen können und die Tiere durch die Gruppe besser geschützt sind.
Mit den Rückgang der Weißen Haie als Hauptprädatoren kommt es vor Südafrika auch zu Angriffen anderer großer Haie auf die Seebären und vor allem eine Zunahme der Attacken durch den Breitnasen-Siebenkiemerhai (Notorynchus cepedianus) sind dokumentiert. Andererseits passen sich die Seebären an die reduzierte Anzahl Weißer Haie und den damit einhergehenden reduzierten Jagdstress sowohl physiologisch wie auch in ihrem Verhalten an.
In den Kolonien an Land erbeuten vor allem Schabrackenschakale (Lupulella mesomelas) und Schabrackenhyänen (Parahyaena brunnea) Jungtiere der Seebären. Schakale im Bereich der Kolonien in Namibia sind weitgehend abhängig von den Robben als Nahrungsquelle. Während der Wurfzeiten sind reichlich Robbenplazentas und tote Jungtiere vorhanden, danach müssen die Schakale aktiv Jungtiere töten. Nach Untersuchungen 1997 im Van Reenen Bay Cape in Namibia werden jährlich schätzungsweise 1770 Jungrobben von Schakalen getötet oder erbeutet, das entspricht 35,7 % der in der Kolonie geborenen Jungtiere. Dieser Raubdruck wird als Grund angenommen, dass sich neue Kolonien vor allem auf Inseln und weniger am Festland bilden. Hyänen nutzen die Kolonien ebenfalls zur Nahrungssuche, ernähren sich allerdings vor allem von Aas und toten Tieren, nur gelegentlich töten sie Jungtiere, wenn sich die Gelegenheit bietet.

## Systematik
Der Südafrikanische Seebär wird als eigenständige Art innerhalb der Gattung Arctocephalus eingeordnet. Die wissenschaftliche Erstbeschreibung stammt von dem deutschen Naturforscher Johann Christian von Schreber aus dem Jahr 1775 als Phoca pusilla, eine terra typica wurde dabei nicht angegeben.
Innerhalb der Gattung wird der Südafrikanische Seebär als Schwesterart des Subantarktischen Seebären (Arctocephalus tropicalis) betrachtet. Diese beiden Arten stammen entsprechend von einer gemeinsamen Stammart ab und sie werden den anderen Arten der Gattung als ursprünglichste Formen gegenübergestellt. Teilweise wird die Monophylie der Südlichen Seebären in Zweifel gezogen und man geht von einem gemeinsamen Ursprung der auf der südlichen Hemisphäre verbreiteten Ohrenrobben aus. In dem Fall werden auch der Australische Seelöwe (Neophoca cinerea) und der Neuseeländische Seelöwe (Phocarctos hookeri) in diese Gruppe. Der Südafrikanische und der Subantarktische Seebär wären an dieser Stelle Schwestergruppe eines gemeinsamen Taxons aus den beiden Seelöwenarten und den restlichen Seebären, für die zur Abgrenzung ein neuer Gattungsname „Arctophoca“ vorgeschlagen wurde.
Innerhalb der Art werden zwei Unterarten unterschieden, wobei Arctocephalus pusillus pusillus als Nominatform an den Küsten des südlichen Afrika von Angola bis zur Algoa Bay in Südafrika vorkommt. Die australische Unterart Arctocephalus pusillus doriferus lebt an den Küsten Südost-Australiens von Victoria bis New South Wales sowie der vorgelagerten Kangaroo Island und Tasmanien. Die australische Unterart wurde zeitweise als eigenständig betrachtet und in zwei Arten, den Australischen und den Tasmanischen Seebär (Arctocephalus doriferus und Arctocephalus tasmanicus), aufgeteilt.

## Bestände, Gefährdung und Schutz

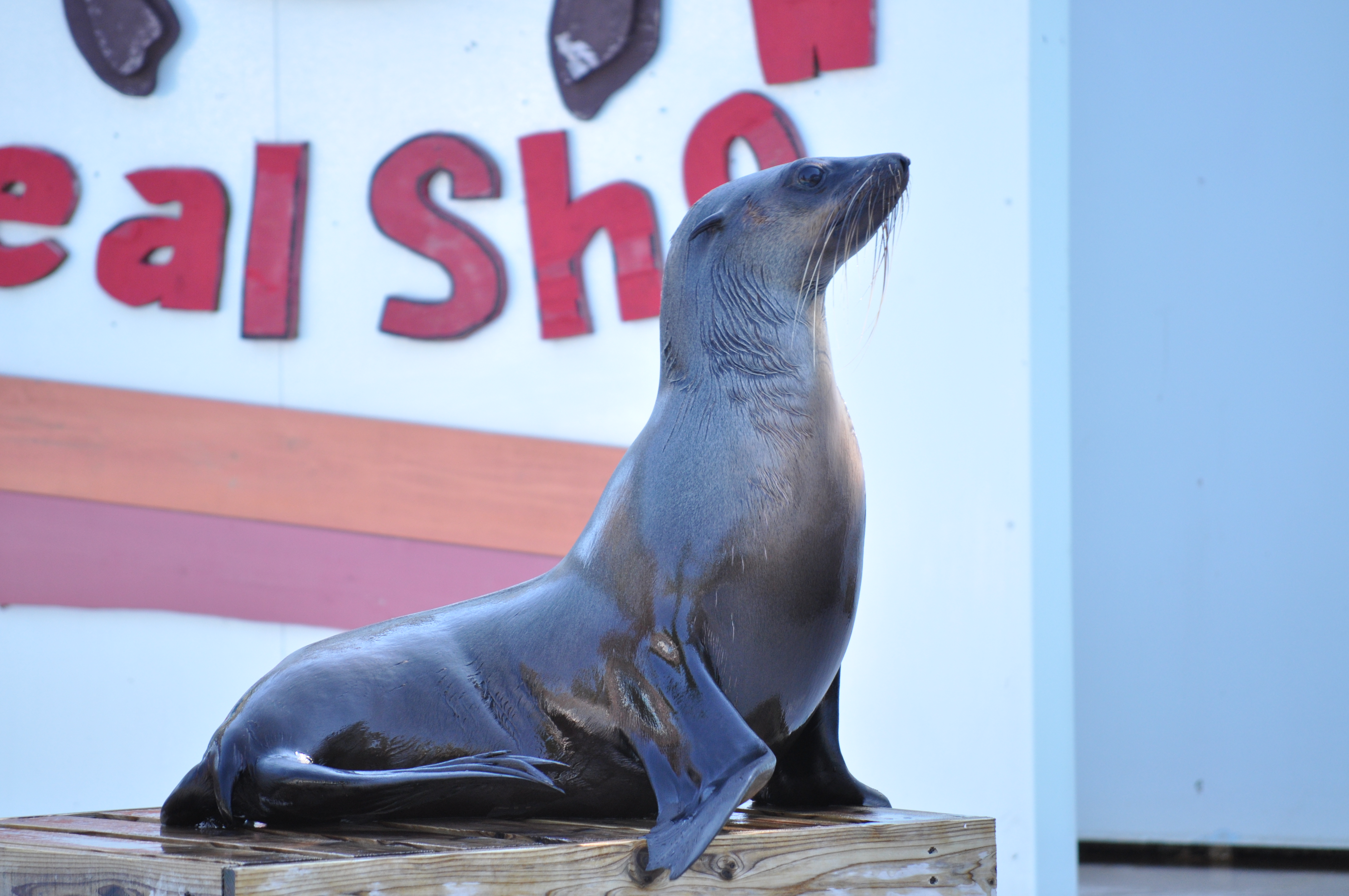
Seebär im Tobu Zoo, Japan

Der Südafrikanische Seebär wird in der Roten Liste gefährdeter Arten der Weltnaturschutzunion IUCN als nicht gefährdet (Least Concern) geführt. Wie alle Arten der Seebären werden sie im Washingtoner Artenschutzübereinkommen CITES im Appendix II angeführt, wodurch weltweit der Handel eingeschränkt wird. Auch die Europäische Union hat diese Einschränkung in der EU-Artenschutzverordnung (EG) Nr. 338/97 Anhang B übernommen. Durch diese Verordnung werden automatisch sämtliche EU-Mitgliedsstaaten zum Schutz verpflichtet. Das schlägt sich wiederum in der Bundesrepublik Deutschland im Bundesnaturschutzgesetz nieder, wo die Art als besonders geschützt bezeichnet wird. In Australien werden die Tiere über den Environment Protection and Biodiversity Conservation Act von 1999 geschützt und sie stehen zudem in allen Bundesstaaten unter Schutz. In Südafrika wurde die Jagd bereits 1893 über den Fish Protection Act und in Namibia seit 1922 über die Sealing and Fisheries Proclamation reguliert, sie wurden jedoch trotzdem stark dezimiert. Seit 1990 ist die Jagd in Südafrika über den Sea Birds and Seals Protection Act von 1973 und die Policy on the Management of Seals, Seabirds and Shorebirds. In Namibia wird die Jagd über den Sea Birds and Seals Protection Act und später den Marine Resources Act von 2000 reguliert, jedoch nicht verboten.

### Bejagung und Bestandsentwicklung
Sowohl an den südafrikanischen wie auch an den australischen Küsten wurde der Südafrikanische Seebär in der Vergangenheit stark bejagt. Nachweise für die Seebärenjagd in Südafrika reichen bis 130.000 Jahre zurück, wobei die Tiere sowohl für ihre Pelze wie auch für das Fleisch und Fett gejagt wurden. In Südafrika wurde die Robbenjagd 1990 durch die Policy on the Management of Seals, Seabirds and Shorebirds verboten. In Namibia werden dagegen bis heute (Stand 2015) maximal 85.000 Tiere pro Jahr getötet und verarbeitet, geregelt nach dem Marine Resources Act. Das wertvollste Produkt der Jagd stellen dabei männliche Genitalien als Trophäen dar, zudem werden die Felle und das Leder sowie das Fett, das Fleisch und auch die Knochen zur Nahrungsmittelproduktion genutzt. 2010 wurden hier etwa 43.000 Jungtiere und 4600 ausgewachsene Männchen gejagt, 2011 waren es etwa 46.000 Jungtiere und 3600 ausgewachsene Männchen.

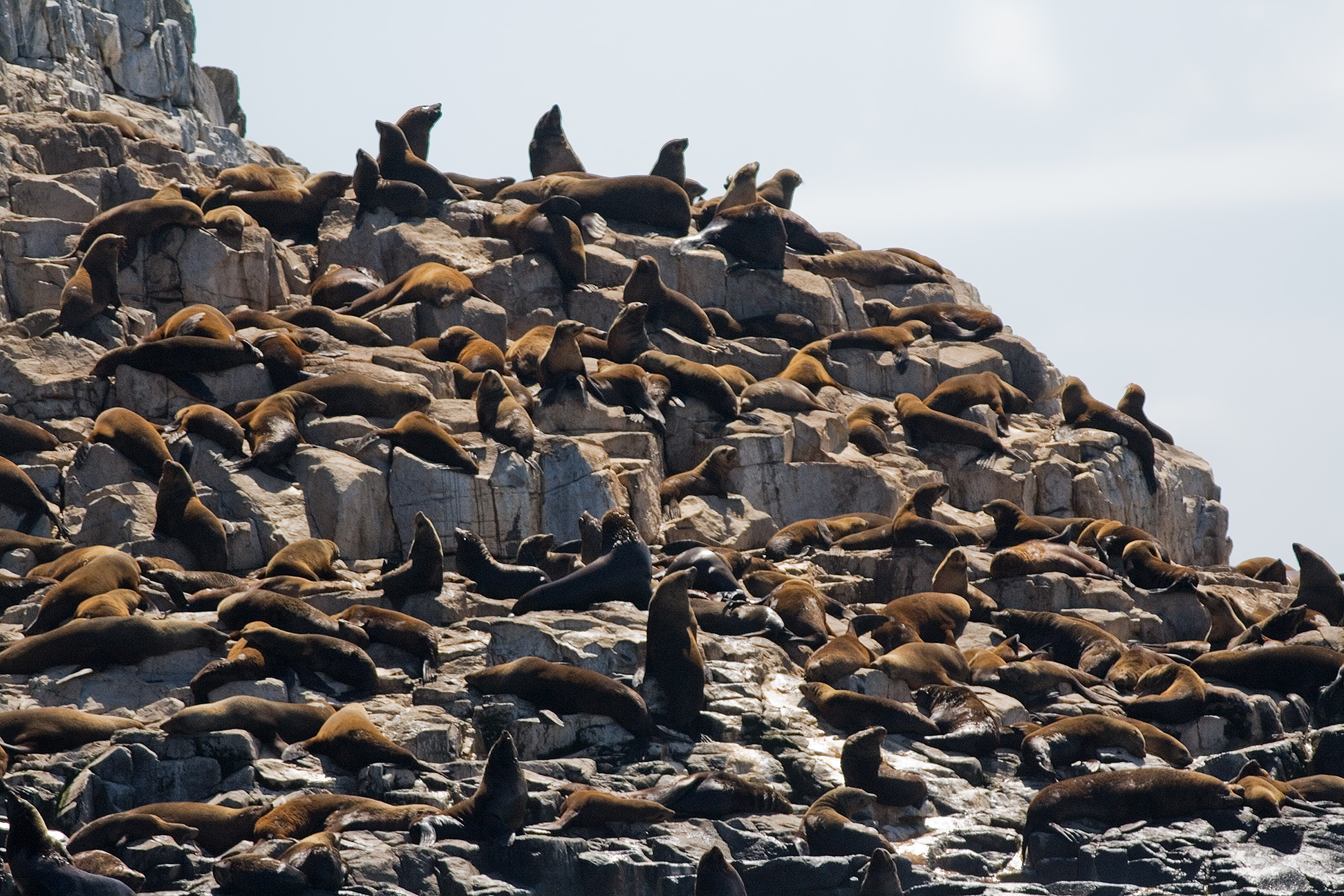
Seebärenkolonie auf Friar Island, Tasmanien

Nachdem diese Art wie andere Robben im 19. Jahrhundert durch die Pelzjagd an den Rand der Ausrottung gebracht worden war, haben sich die Bestände in den letzten Jahrzehnten merklich erholt und nach Schätzungen aus dem Jahr 2009 gab es wieder etwa 2 Millionen Tiere in insgesamt etwa 40 Kolonien. Das Ausmaß der Ausbeutung war nicht so groß wie bei anderen Pelzrobbenarten, und die genetische Vielfalt ist weiterhin hoch. Es gibt heute etwa 2 Millionen Seebären an afrikanischen Küsten an insgesamt 23 Kolonieplätzen – vor allem an der Küste Namibias, wo einzelne Kolonien am Kreuzkap über 200.000 Tiere umfassen können.  An den australischen Küsten lebten ursprünglich einige hunderttausend Seebären dieser Art; bis zu den 1940er Jahren war der fast ausgerottete Bestand wieder auf 25.000 Tiere angewachsen, heute auf etwa 92.000 an neun Koloniestandorten und man schätzt die jährliche Anzahl von Jungtieren auf etwa 15.000 Tiere. In Namibia werden nach Schätzungen etwa 55 % der Südafrikanischen Seebären geboren, etwa 38 % in Südafrika, weniger als 2 % in Angola und etwa 5 % in Australien. Beide Bestände steigen kontinuierlich und auch neue Kolonien werden gegründet, wobei sich das Verbreitungsgebiet nach Norden erweitert. Die IUCN geht von etwas mehr als einer Million geschlechtsreifer Tiere aus.

### Weitere Bedrohung
Neben der Jagd auf die Tiere stellt vor allem die Fischerei ein großes Risiko dar, wenn sich die Robben in den Netzen der Fischer verfangen. Die Verbreitungsgebiete beider Unterarten überschneiden sich weitgehend mit der kommerziellen Fischerei, insbesondere der Schleppnetzfischerei im Südosten Australiens. Die australische Unterart ist entsprechend einer erheblichen und anhaltenden Beifangsterblichkeit im Zusammenhang mit Grund- und Mittelwasserschleppnetzen ausgesetzt und stellt einen bedeutenden Beifang dar. Zudem stellen die von der Fischerei geschätzten Arten auch einen beträchtlichen Teil der Beutetiere der Robben dar, wodurch es zu weiteren Begegnungen kommt. Australische Seebären dringen auch regelmäßig in Fischzuchtbetriebe in Tasmanien ein und verändern ihr Verhalten entsprechend, da sie sich an diese dauerhafte Nahrungsquelle gewöhnen. Auch hier fressen die Robben die gleichen Arten, die kommerziell befischt werden, und geraten in Konkurrenz mit den Fischern. Es ist möglich, dass Änderungen des Fischereiaufwands und Änderungen der Vorkommen kommerziell genutzter Fischarten zu einem Rückgang der Beutepopulationen führen. Robben wurden zudem in der Vergangenheit bei Fischereiaktivitäten versehentlich als Beifang entnommen und bis zu 6 % der Tiere verfangen sich jährlich in Fischernetzen und ertrinken.
Zudem liegen die Kolonien in der Nähe von Tankerrouten vor der südafrikanischen Küste, wodurch sie bei potenziellen Ölunfällen direkt betroffen sein können. Ölverschmutzungen gefährden die Tiere, da sie zur Thermoregulation auf ihr dickes Fell angewiesen sind. Das Verfangen in Meeresmüll stellt eine weitere potenzielle Bedrohung für die Tiere dar. Es wird geschätzt, dass sich etwa 0,12 % bis 0,66 % der Tiere in entsprechendem Müll verfangen.
Die gegenwärtige, vor allem durch den Menschen verursachte (anthropogene) globale Erwärmung und der damit verbundene Klimawandel mag für die afro-australischen Seebären nicht das gleiche Ausmaß an Bedrohung darstellen wie in anderen Regionen, klimabedingte Veränderungen bei den Beutetierarten könnten jedoch für Veränderungen in der Verteilung der Kolonien der Tiere verantwortlich sein. Es ist auch möglich, dass der Klimawandel für die jüngsten Phasen hoher Sterblichkeit entlang der namibischen Küste verantwortlich war. Die Jungtiere reagieren empfindlich auf hohe Temperaturen, und Veränderungen, die zu höheren Umgebungstemperaturen und weniger windigen Tagen führen, können die Sterblichkeit erhöhen. Viele Jungtiere werden zudem auf kleinen und niedrig gelegenen Inseln geboren und sind anfällig für eine hohe Sterblichkeit während Sommerstürmen und Überschwemmungen. Durch den Anstieg des Meeresspiegels und mögliche Veränderungen in der Häufigkeit solcher Stürme infolge des Klimawandels sind solche Kolonien bedroht.
Aus Kapstadt, Südafrika, wurde 2024 bekannt, dass dort einige Individuen des Südafrikanischen Seebären mit Tollwut infiziert sind. Bisher wurde das Virus bei neun Tieren festgestellt. Das ist weltweit erst der zweite bekannt gewordene Fall von Tollwut bei Ohrenrobben.

## Belege
1. 1 2 3 4 5 6 7 8 9 10 11 12 13 14 15 16 17 18 19 20 21 22  
„Afro-Australian Fur Seal“ In: M.A. Webber: Family Otariidae. In: Don E. Wilson, Russell A. Mittermeier: Handbook of the Mammals of the World. 4. Sea Mammals. Lynx Edicions, Barcelona 2014; S. 94–95. ISBN 978-84-96553-93-4.
2. 1 2  
„Morphological Aspects“ In: M.A. Webber: Family Otariidae. In: Don E. Wilson, Russell A. Mittermeier: Handbook of the Mammals of the World. 4. Sea Mammals. Lynx Edicions, Barcelona 2014; S. 36–43. ISBN 978-84-96553-93-4.
3. 1 2 3 4 5 6 7 8 9 10 11 12 13 14 15  
Arctocephalus pusillus in der Roten Liste gefährdeter Arten der IUCN 2022. Eingestellt von: G.F.G. Hofmeyr, 2015. Abgerufen am 14. Januar 2023.
4. ↑  
„Food an Feeding“ In: M.A. Webber: Family Otariidae. In: Don E. Wilson, Russell A. Mittermeier: Handbook of the Mammals of the World. 4. Sea Mammals. Lynx Edicions, Barcelona 2014; S. 52–55. ISBN 978-84-96553-93-4.
5. ↑  
C. Fallows, H.P. Benoît, N. Hammerschlag: Intraguild predation and partial consumption of blue sharks Prionace glauca by Cape fur seals Arctocephalus pusillus pusillus. African Journal of Marine Science 37 (1), 2015; S. 125–128. doi:10.2989/1814232X.2015.1013058.
6. ↑  
Simon Allen, Charlie Huveneers: First Record of an Australian Fur Seal (Arctocephalus pusillus doriferus) Feeding on a Wobbegong Shark (Orectolobus ornatus). Proceedings of the Linnean Society of New South Wales 126, 20 Mar 2005; S. 95–97. Abstract.
7. 1 2  
R. A. Martin, D. K. Rossmo, N. Hammerschlag: Hunting patterns and geographic profiling of white shark predation. Journal of Zoology 279 (2), Oktober 2009; S. 111–118. doi:10.1111/j.1469-7998.2009.00586.x.
8. ↑  
Neil Hammerschlag, R. Aidan Martin, Chris Fallows: Effects of environmental conditions on predator–prey interactions between white sharks (Carcharodon carcharias) and Cape fur seals (Arctocephalus pusillus pusillus) at Seal Island, South Africa. Environmental Biology of Fishes 76, 2006; S. 341–350. doi:10.1007/s10641-006-9038-z
9. ↑  
P. Morse, M. A. Mole, M. N. Bester, R. Johnson, U. Scacco, E. Gennari: Cape fur seals (Arctocephalus pusillus pusillus) adjust traversing behaviour with lunar conditions in the high white shark (Carcharodon carcharias) density waters of Mossel Bay, South Africa. Marine Ecology Progress Series 622, 2019; S. 219–230. doi:10.3354/meps13051.
10. ↑  
Neil Hammerschlag, Lacey Williams, Monique Fallows, Chris Fallows: Disappearance of white sharks leads to the novel emergence of an allopatric apex predator, the sevengill shark.
Scientific Reports 9, Article number 1908, 2019. doi:10.1038/s41598-018-37576-6
11. ↑  
Neil Hammerschlag , Chris Fallows , Michael Meÿer , Simon Mduduzi Seakamela , Samantha Orndorff , Steve Kirkman , Deon Kotze, Scott Creel: Loss of an apex predator in the wild induces physiological and behavioural changes in prey. Biology Letters 18 (1), Januar 2022. doi:10.1098/rsbl.2021.0476.
12. 1 2  
W.H. Oosthuizen , M.A. Meyer , J.H.M. David , N.M. Summers , P.G.H. Kotze , S.W. Swanson, P.O. Shaughnessy: Variation in jackal numbers at the Van Reenen Bay seal colony with comment on likely importance of jackals as predators. South African Journal of Wildlife Research 27 (1), 1997 (Volltext).
13. 1 2  
J. D. Skinner, R. J. van Aarde, R. A. Goss: Space and resource use by brown hyenas Hyaena brunnea in the Namib Desert. Journal of Zoology 237 (1), September 1995; S. 123–131. doi:10.1111/j.1469-7998.1995.tb02751.x.
14. 1 2  
Fernando Lopes,  Larissa R Oliveira,  Amanda Kessler,  Yago Beux,  Enrique Crespo, Susana Cárdenas-Alayza,  Patricia Majluf,  Maritza Sepúlveda, Robert L Brownell, Jr.,  Valentina Franco-Trecu,  Diego Páez-Rosas,  Jaime Chaves, Carolina Loch,  Bruce C Robertson,  Karina Acevedo-Whitehouse, Fernando R Elorriaga-Verplancken,  Stephen P Kirkman,  Claire R Peart, Jochen B W Wolf,  Sandro L Bonatto: Phylogenomic Discordance in the Eared Seals is best explained by Incomplete Lineage Sorting following Explosive Radiation in the Southern Hemisphere. Systematic Biology 70 (4), Juli 2021; S. 786–802. doi:10.1093/sysbio/syaa099.
15. ↑  
Arctocephalus pusillus. In: Don E. Wilson, DeeAnn M. Reeder (Hrsg.): Mammal Species of the World. A taxonomic and geographic Reference. 2 Bände. 3. Auflage. Johns Hopkins University Press, Baltimore MD 2005, ISBN 0-8018-8221-4.
16. ↑  
Takahiro Yonezawa, Naoki Kohno & Masami Hasegawa: The monophyletic origin of sea lions and fur seals (Carnivora; Otariidae) in the Southern Hemisphere. Gene 441 (1–2), 2009: 89–99. doi:10.1016/j.gene.2009.01.022Researchgate.net Volltext.
17. ↑  
Annalisa Berta, Morgan Churchill: Pinniped Taxonomy: evidence for species and subspecies. Mammal Review. 42 (3): 207–234. September 2011, doi:10.1111/j.1365-2907.2011.00193.x
18. ↑  
„Systematics“ In: M.A. Webber: Family Otariidae. In: Don E. Wilson, Russell A. Mittermeier: Handbook of the Mammals of the World. 4. Sea Mammals. Lynx Edicions, Barcelona 2014; S. 34–36. ISBN 978-84-96553-93-4.
19. ↑  Nick Dall: ‘Everyone was paddling to get away’: seals with rabies alarm South Africa’s surfers. In: The Guardian. 11. Juli 2024, ISSN 0261-3077 (theguardian.com [abgerufen am 17. Juli 2024]).